# Cine fantástico

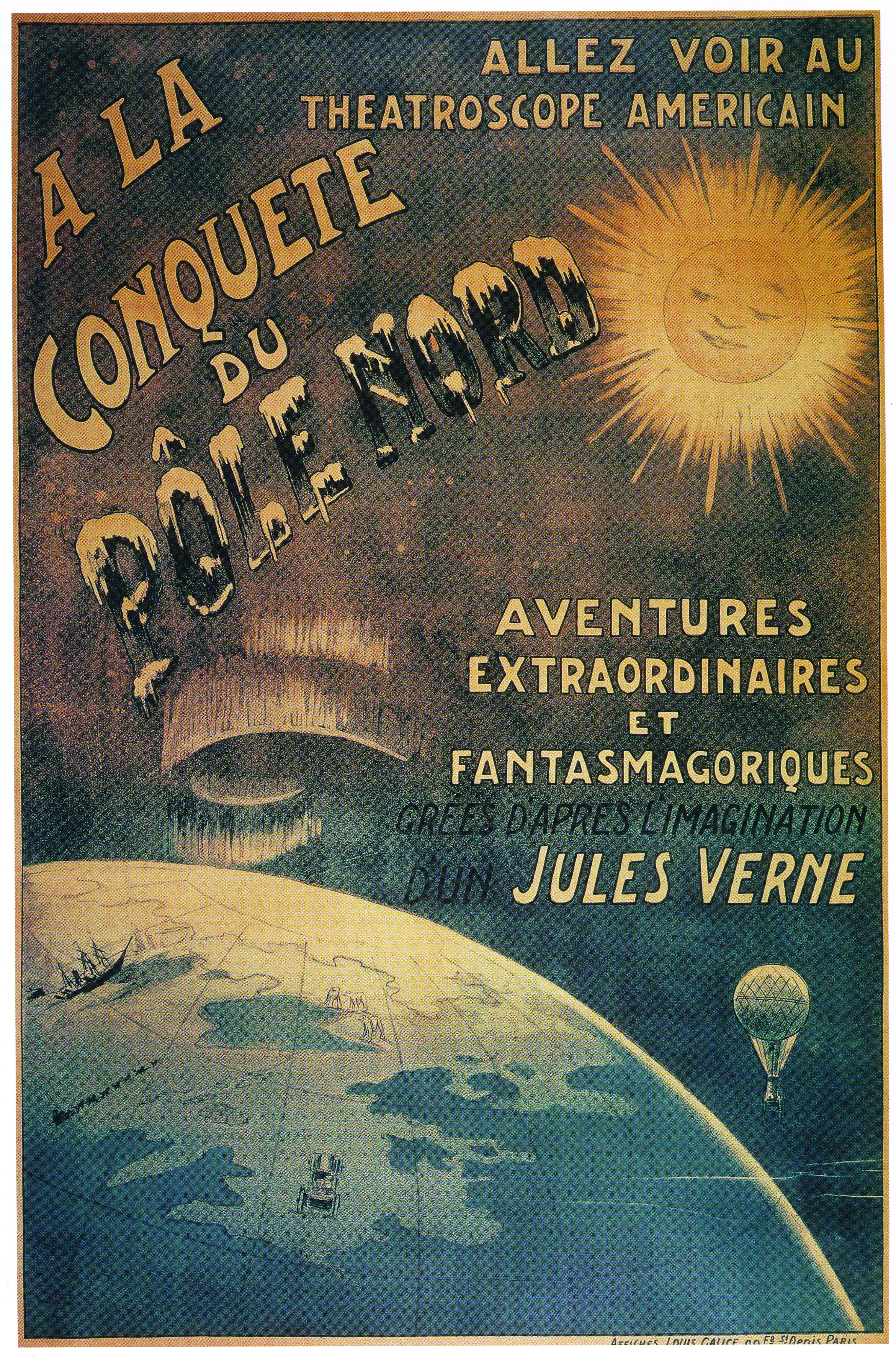
Aventuras extraordinarias

El cine fantástico es un género cinematográfico que se caracteriza por contener algún elemento de fantasía, por tenue que sea. Algunas películas de este género abordan mínimamente la fantasía, como por ejemplo la película Portrait of Jennie (1949), considerada como película fantástica, mientras que otras películas del género, frecuentemente consideradas como las más representativas, incluyen magia, mundos de fantasía exótica o hechos, personajes o criaturas absolutamente irreales que de ningún modo pertenecen a la realidad conocida de nuestro mundo. Esto último es particularmente cierto en contraste con el cine de ciencia ficción o el cine de terror, que tienen o pueden tener una base realista o científica. En ocasiones también se utiliza el término «fantástico» en su sentido más amplio para referirse a toda esta clase de cine en general, incluyendo al de terror, de ciencia ficción, o de otros géneros afines.
La categoría tiene tanto que ver con el enfoque como con el contexto y sin duda hay algo de trasposición entre los géneros. Por ejemplo, parte de Star Wars, como el concepto de la Fuerza (en el sentido místico de la trilogía original), puede ser considerado fantasía a pesar de anclarse en un entorno de ciencia ficción, mientras que Los héroes del tiempo utiliza temas de ciencia ficción, como el viaje en el tiempo, para crear fantasía.
El cine de superhéroes también parece cumplir los requisitos para los géneros de fantasía o ciencia ficción, pero suele considerarse un género en su propio derecho.
El cine animado o infantil no siempre se clasifica como fantasía, como no siempre lo son los animales parlantes no humanos. Bambi, por ejemplo, no es fantasía, ni lo es Toy Story, aunque este último se acerca más a la fantasía que el primero. NIMH, el mundo secreto de la señora Brisby, sin embargo, es una película de fantasía, no porque incluya a animales parlantes, sino porque se incluye magia como concepto real en la trama.
El cine surrealista también linda con lo fantástico, pero al prescindir de las convenciones narrativas del género es considerado generalmente como una categoría aparte. 

## Ejemplos de películas de género fantástico
- Nosferatu, el vampiro (1921), de F.W. Murnau
- Drácula (1931), de Tod Browning
- King Kong (1933), de Merian C. Cooper y Ernest B. Schoedsack
- Blancanieves y los siete enanitos (1937), de Walt Disney
- El mago de Oz (1939), de Victor Fleming
- Orfeo (1950), de Jean Cocteau
- El baile de los vampiros (1967), de Roman Polanski
- Willy Wonka y la fábrica de chocolate (1971), de Mel Stuart
- King Kong (1976), de John Guillermin
- Xanadu (1980), de Robert Greenwald
- Excalibur (1981), de John Boorman
- Furia de titanes (1981), de Desmond Davis
- Indiana Jones (1981-2008), de Steven Spielberg:
  - Raiders of the Lost Ark (1981)
  - Indiana Jones and the Temple of Doom (1984)
  - Indiana Jones y la última cruzada (1989)
  - Indiana Jones y el reino de la calavera de cristal (2008)
- Conan el Bárbaro (1982), de John Milius
- Cristal oscuro –en España– o El cristal encantado –en Hispanoamérica– (1982), de Jim Henson
- Conan el Destructor (1984), de Richard Fleischer
- Die unendliche Geschichte (1984), de Wolfgang Petersen
- Legend (1985), de Ridley Scott
- Big Trouble in Little China (1986), de John Carpenter
- Labyrinth (1986), de Jim Henson
- Highlander (1986), de Russell Mulcahy
- The Princess Bride (1987), de Rob Reiner
- ¿Quién engañó a Roger Rabbit? (1988), de Robert Zemeckis
- Willow (1988), de Ron Howard
- Razas de noche (1990), de Clive Barker
- Drácula, de Bram Stoker (1992), de Francis Ford Coppola
- Dungeons & Dragons (2000), de Courtney Solomon
- El Señor de los Anillos (The Lord of the Rings) (2001-2003), de Peter Jackson:
  - La Comunidad del Anillo (2001)
  - Las dos torres (2002)
  - El retorno del Rey (2003)
- Serie de Harry Potter (2001-2011)
  - Harry Potter y la piedra filosofal (2001), de Chris Columbus
  - Harry Potter y la cámara secreta (2002), de Chris Columbus
  - Harry Potter y el prisionero de Azkaban (2004), de Alfonso Cuarón
  - Harry Potter y el cáliz de fuego (2005), de Mike Newell
  - Harry Potter y la Orden del Fénix (2007), de David Yates
  - Harry Potter y el misterio del príncipe (2009), de David Yates
  - Harry Potter y las reliquias de la Muerte: parte 1 (2010), de David Yates
  - Harry Potter y las reliquias de la Muerte: parte 2 (2011), de David Yates
- Big Fish (2003), de Tim Burton
- Charlie y la fábrica de chocolate (2005), de Tim Burton
- King Kong (2005), de Peter Jackson
- MirrorMask (2005), de Dave McKean
- Trilogía de las Crónicas de Narnia (2005-2010)
  - The Lion, the Witch and the Wardrobe (2005), de Andrew Adamson
  - Las Crónicas de Narnia: El príncipe Caspian (2008), de Andrew Adamson
  - Las Crónicas de Narnia: La Travesía del Viajero del Alba (2010), de Michael Apted
- El laberinto del fauno (2006), de Guillermo del Toro
- La brújula dorada (2007), de Chris Weitz
- Percy Jackson y el ladrón del rayo (2010)
- Furia de titanes (2010), de Louis Leterrier
- Wrath of the Titans (2012), de Jonathan Liesbeman
- Pacific Rim (2013), de Guillermo del Toro
- Las Crónicas de Spiderwick (2008), de Mark Waters

## Festivales de cine fantástico
En Norteamérica, el festival más popular y de mayor tamaño es FantAsia, que se celebra cada año en Montreal.
Fantasporto, en Portugal está considerado uno de los más importante del mundo en la especialidad de cine fantástico, al igual que el Festival de Cine de Sitges, celebrado en España.
En Europa hay que destacar el Festival de Cine Fantástico de Bruselas, celebrado en la capital de Bélgica.
En Hispanoamérica, el más destacado es el Buenos Aires Rojo Sangre, un festival de cine fantástico y cine de terror, centrado en la producción ultraindependiente de género.